# نظرية المسؤولية الاجتماعية
نظرية المسؤولية الاجتماعية ظهرت في الولايات المتحدة الأمريكية في تقرير نُشر عام1947 بواسطة لجنة هوتشينز، وقد استهدفت النظرية وضع ضوابط أخلاقية للصحافة، والتوفيق بين حرية الصحافة وبين المسؤولية الاجتماعية في المجتمعات اللبيرالية، فالالتزام اتجاه المجتمع يكون من خلال وضع مستويات مهنية للصدق والموضوعية والتوازن، وتجنب أي شيء يؤدي إلى الجريمة والعنف والفوضى، بعد أن تعرضت نظرية الحرية للكثير من الملاحظات لا بد من ظهور نظرية جديدة في الساحة الإعلامية؛ فبعد الحرب العالمية الثانية ظهرت نظرية المسؤولية الاجتماعية في الولايات المتحدة الأمريكية، وتقوم هذه النظرية على ممارسة العملية الإعلامية بحرية قائمة على المسؤولية الاجتماعية، وظهرت القواعد والقوانين التي تجعل الرأي العام رقيبا على آداب المهنة، وذلك بعد أن استُخدمت وسائل الإعلام في الإثارة والخوض في أخبار الجنس والجريمة، مما أدى إلى إساءة الحرية أو مفهوم الحرية. ويرى أصحاب هذه النظرية أن الحرية حق وواجب ومسؤولية في نفس الوقت، ومن هنا يجب أن تقبل وسائل الإعلام القيام بالتزامات معينة تجاه المجتمع، ويمكنها القيام بهذه الالتزامات من خلال وضع مستويات أو معايير مهنية للإعلام مثل الصدق والموضوعية والتوازن والدقة، ومن الملاحظ أن هذه المعايير تفتقد إليها نظرية الحرية – ويجب على وسائل الإعلام في إطار قبولها لهذه الالتزامات أن تتولى تنظيم أمورها ذاتيا في إطار القانون والمؤسسات القائمة، ويجب أن تكون وسائل الإعلام تعددية تعكس تنوع الآراء والأفكار في المجتمع من خلال إتاحة الفرصة للجميع من خلال النشر والعرض، كما أن للجمهور العام الحق في أن يتوقع من وسائل الإعلام مستويات أداء عليا، وأن التدخل في شؤون وسائل الإعلام يمكن أن يكون مبرره تحقيق هذه المصلحة العامة؛ أضف إلى ذلك أن الإعلاميين في وسائل الاتصال يجب أن يكونوا مسؤولين أمام المجتمع بالإضافة إلى مسؤولياتهم أمام مؤسساتهم الإعلامية.
وتهدف هذه النظرية إلى رفع مستوى التصادم إلى مستوى النقاش الموضوعي البعيد عن الانفعال، كما تهدف هذه النظرية إلى الإعلام والترفيه والحصول على الربح إلى جانب الأهداف الاجتماعية الأخرى. ويحظر على وسائل الإعلام نشر أو عرض ما يساعد على الجريمة أو العنف أو ماله تأثير سلبي على الأقليات في أي مجتمع، كما يحظر على وسائل الإعلام التدخل في حياة الأفراد الخاصة؛ وبإمكان القطاع العام والخاص أن يمتلكوا وسائل الإعلام في ظل هذه النظريات ولكنها تشجع القطاع الخاص على امتلاك وسائل الإعلام.